# 精巣小葉
精巣小葉(せいそうしょうよう、英: lobules of testis)は精巣内部の腺構造を構成し、1つの精巣における精巣小葉の数は、Berresによると250、Krauseによると400とされている。
精巣小葉のサイズは位置により異なり、腺の中間部で大きく長い。精巣小葉は円錐型であり、その基底は器官の周囲に直接向いており、その頂点は精巣縦隔に向いている。
それぞれの精巣小葉は線維性の隔膜（精巣中隔）の空隙に位置し、精巣縦隔と白膜の間を伸張し、1つ以上の複雑な管である精細管を持つ。

## 画像

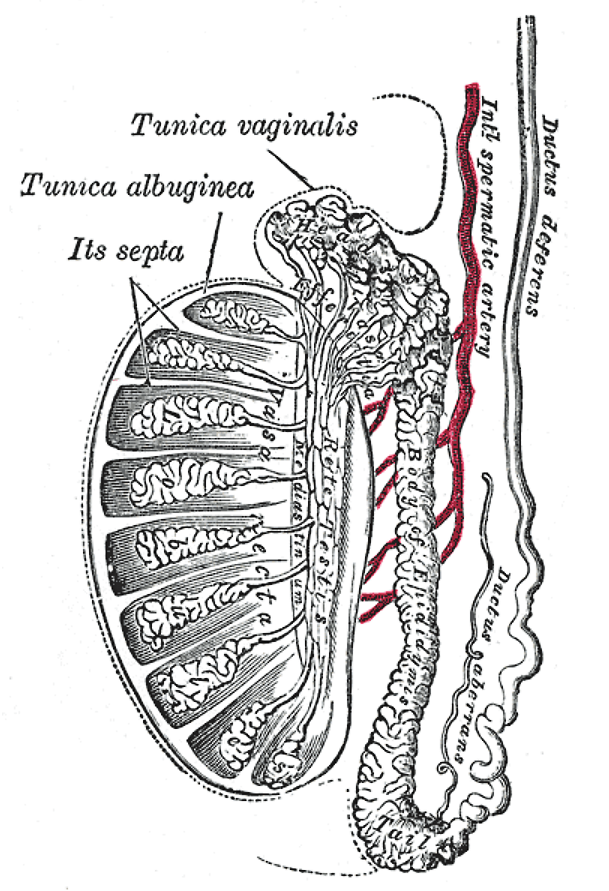
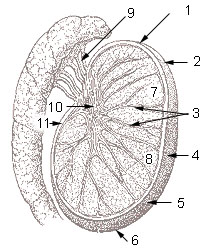